# 蠻戰之森
《蠻戰之森》（德語：Barbaren）是2020年首播的德國戰爭歷史電視劇，由安德里亞斯·赫克曼（Andreas Heckmann）、亞內·諾廷及強·馬汀·夏爾夫等人共同開創，並由勞倫斯·魯波、姬恩·高爾桑與大衛·舒特爾主演。該劇講述羅馬帝國佔領日耳曼尼亞期間爆發的條頓堡森林戰役的始末，其中部分劇情為虛構。

## 劇情
故事背景設定於西元9年、遭羅馬帝國佔領的日耳曼尼亞行省境內，此時的日耳曼部落遭羅馬強課重稅，並須不時上繳貢品以維持雙方間的和平。而日耳曼各部落酋長間亦時有衝突，更有部分部落族人為求自保，暗自向羅馬人輸誠，導致日耳曼人無法組織有效的反抗力量。
阿米尼烏斯是隸屬於羅馬軍團的一名騎士，同時也是一名日耳曼克鲁西人部落的一名族人，於幼年時與其弟弗拉烏斯一同遭其父親塞格米爾送往羅馬作為人質，以換取和平。阿米尼烏斯被總督瓦盧斯收為養子，接受教育並學習軍事戰術，阿米尼烏斯長大後成為騎兵隊軍官，被派往日耳曼協助當地總督瓦盧斯恢復秩序，但在看到羅馬人對族人的殘暴行徑後，身分的認同使其產生動搖，後在其幼年好友杜珊麗娜及法昆·沃斯比的幫助下，暗中策畫並組織日耳曼各部落間的反抗行動。阿米尼烏斯以剿滅部落叛亂為由，成功說服瓦盧斯調集了第17、18、19軍團前往鎮壓，最終將羅馬軍團引入埋伏圈，狹長的道路不利羅馬軍團方陣作戰，首尾無法相顧，且被逐步分割成一小塊，最終日耳曼人成功在這場條頓堡森林勝利，並殲滅了三個羅馬軍團，瓦盧斯兵敗自殺，首級被人割下。阿米尼烏斯則被擁戴成為日耳曼部落的領袖。
然而歷經慘敗的羅馬並不打算善罷甘休，在提贝里乌斯與日耳曼尼庫斯率領下，羅馬大軍逐漸逼近日耳曼部落。阿米尼烏斯決定請求手握重兵的馬科曼尼族領袖馬羅博布斯出兵相助，然而兩人的理念分歧，未能達成共識。另一方面，阿米尼烏斯的弟弟弗拉烏斯為了緝拿羅馬叛徒的哥哥，主動來到日耳曼省前線並請纓出戰，日耳曼與羅馬的大戰即將一觸即發。

## 史實出入
劇情為了增加張力，將阿米尼烏斯改編為瓦盧斯的養子，然而根據史實，阿米尼烏斯並非瓦盧斯的養子，而僅是作為輔助兵團軍官的身分協助時任日耳曼行省總督的瓦盧斯。
劇組在道具、服裝方面做足了考究，也盡可能還原羅馬人使用的語言拉丁文，然而劇中拉丁文使用的文法與口音較接近今日梵蒂岡通用的標準，與公元1世紀的拉丁文仍有些許出入。而日耳曼部落使用的語言則是今日的標準德語，並非早已滅絕的原始日耳曼語。

## 演員表
- 勞倫斯·魯波（德语：Laurence Rupp）	飾 阿米尼烏斯，日耳曼起義軍領袖
- 姬恩·高爾桑（德语：Jeanne Goursaud） 飾 杜珊麗娜（英语：Thusnelda），阿米尼烏斯的妻子
- 大衛·舒特爾（德语：David Schütter） 飾 法昆·沃斯比（Folkwin Wolfspeer），阿米尼烏斯及杜珊麗娜的兒時好友
- 葛塔諾・阿羅尼卡（義大利語：Gaetano Aronica） 飾 普布利烏斯·昆克蒂利烏斯·瓦盧斯，羅馬帝國日耳曼總督
- 伯恩哈德·舒茲（德语：Bernhard Schütz） 飾 桑格斯（英语：Segestes），切魯西部落貴族，杜珊麗娜的父親
- 尼基·馮·坦帕霍夫（德语：Nicki von Tempelhoff） 飾 塞格米爾（英语：Segimer），切魯西部落酋長，阿米尼烏斯的父親
- 羅納德·采爾菲德（英语：Ronald Zehrfeld） 飾 貝羅夫（Berulf），切魯西部落族人
- 伊娃·維蕾娜·穆勒（德语：Eva Verena Müller） 飾 伊爾米娜（Irmina），桑格斯的妻子，杜珊麗娜的母親
- 尼可萊·欽斯基（英语：Nikolai Kinski） 飾 佩拉吉奧斯（Pelagios），羅馬軍隊的傳譯員
- 烏爾斯·瑞亨（英语：Urs Rechn） 飾 布魯特里部落（英语：Bructeri）酋長

## 集數列表
| 集數 | 標題     | 導演                                | 編劇                                         | 上線日期       |
| --- | -------- | ----------------------------------- | -------------------------------------------- | -------------- |
| 1 | 狼與鷹   | 芭芭拉·艾達                         | 強·馬汀·夏爾夫、亞內·諾廷、安德里亞斯·赫克曼 | 2020年10月23日 |
| 新任總督瓦盧斯需索日增，惹惱了切魯西酋長塞格米爾。杜珊麗娜與法昆這對祕密戀人給了羅馬象徵性的一擊。                         |          |                                     |                                              |                |
| 2 | 復仇     | 芭芭拉·艾達                         | 強·馬汀·夏爾夫、亞內·諾廷、安德里亞斯·赫克曼 | 2020年10月23日 |
| 鷹標遭竊引爆一場危機，讓羅馬軍官阿米尼烏斯與父親塞格米爾再度相見，同時也與兒時好友法昆及杜珊麗娜重逢。                     |          |                                     |                                              |                |
| 3 | 存亡關頭 | 芭芭拉·艾達                         | 強·馬汀·夏爾夫、亞內·諾廷、安德里亞斯·赫克曼 | 2020年10月23日 |
| 阿米尼烏斯指揮瓦盧斯編派給他的軍隊追殺法昆。法昆的親人與家鄉也因為他的違抗之舉而陷入危險。                                 |          |                                     |                                              |                |
| 4 | 新酋長   | 芭芭拉·艾達                         | 強·馬汀·夏爾夫、亞內·諾廷、安德里亞斯·赫克曼 | 2020年10月23日 |
| 阿米尼烏斯欣然接受自己在切魯西部族的新職責，但他改變效忠對象的程度，卻超出瓦盧斯的認知。杜珊麗娜和法昆集結了一個敵對部落。 |          |                                     |                                              |                |
| 5 | 背叛     | 史蒂芬・聖萊傑（Stephen St. Leger） | 強·馬汀·夏爾夫、亞內·諾廷、安德里亞斯·赫克曼 | 2020年10月23日 |
| 阿米尼烏斯和杜珊麗娜締結政治婚姻，並著手團結摩擦不斷的日耳曼部族。大家都以為法昆死了，但他其實淪為奴隸。                   |          |                                     |                                              |                |
| 6 | 戰役     | 史蒂芬・聖萊傑                      | 強·馬汀·夏爾夫、亞內·諾廷、安德里亞斯·赫克曼 | 2020年10月23日 |
| 阿米尼烏斯引領瓦盧斯和三支羅馬軍團進入條頓堡森林，就此名留青史。杜珊麗娜為了保全結盟，做出血淋淋的犧牲，                   |          |                                     |                                              |                |

## 發行
蠻戰之森於2020年10月23日在Netflix首映。

## 外部連結
- 互联网电影数据库（IMDb）上《蠻戰之森》的资料（英文）
- 在Netflix上觀看《蠻戰之森》
- 爛番茄上《蠻戰之森》的資料（英文）